# Hinojal de Riopisuerga
Hinojal de Riopisuerga es una localidad situada en la provincia de Burgos, comunidad autónoma de Castilla y León (España), comarca de Odra-Pisuerga, ayuntamiento de Castrillo de Riopisuerga.

## Datos generales
Se encuentra situado 4,5 km al norte de la capital del municipio, Castrillo , bañado por el río Pisuerga frente a la localidad palentina de Ventosa. Su término no tiene continuidad con el Castrillo, quedando separado por el de Zarzosa

## Situación administrativa
Entidad Local Menor cuyo alcalde pedáneo es, desde 2023, Fernando García del Valle del Partido Socialista Obrero Español.

## Demografía
Evolución de la población
| Gráfica de evolución demográfica de Hinojal de Riopisuerga entre 2000 y 2017 |
|                                                                              |
| Población de derecho (2000-2017) según el padrón municipal del INE           |

## Historia
Lugar que formaba parte del Partido de Villadiego en su categoría de pueblos solos, uno de los catorce que formaban la Intendencia de Burgos, durante el periodo comprendido entre 1785 y 1833, en el Censo de Floridablanca de 1787, jurisdicción de señorío siendo su titular el duque de Frías, alcalde pedáneo.
Antiguo municipio de Castilla la Vieja en el partido de Villadiego código INE-095054 
En el censo de la matrícula catastral contaba con 9 hogares y 36 vecinos, entonces denominado Hinojar de Riopisuerga
En 1352 en el Becerro de las Behetrías aparece formando mancomunidad con Villaneceriel, Ventosa, Herrera y Barrialba, por eso pechaba tributos con los de Herrera. 
Entre el censo de 1857 y el anterior, este municipio desaparece porque se integra en el municipio 09088 Castrillo de Riopisuerga